# Franz Hauser (Heimatforscher)

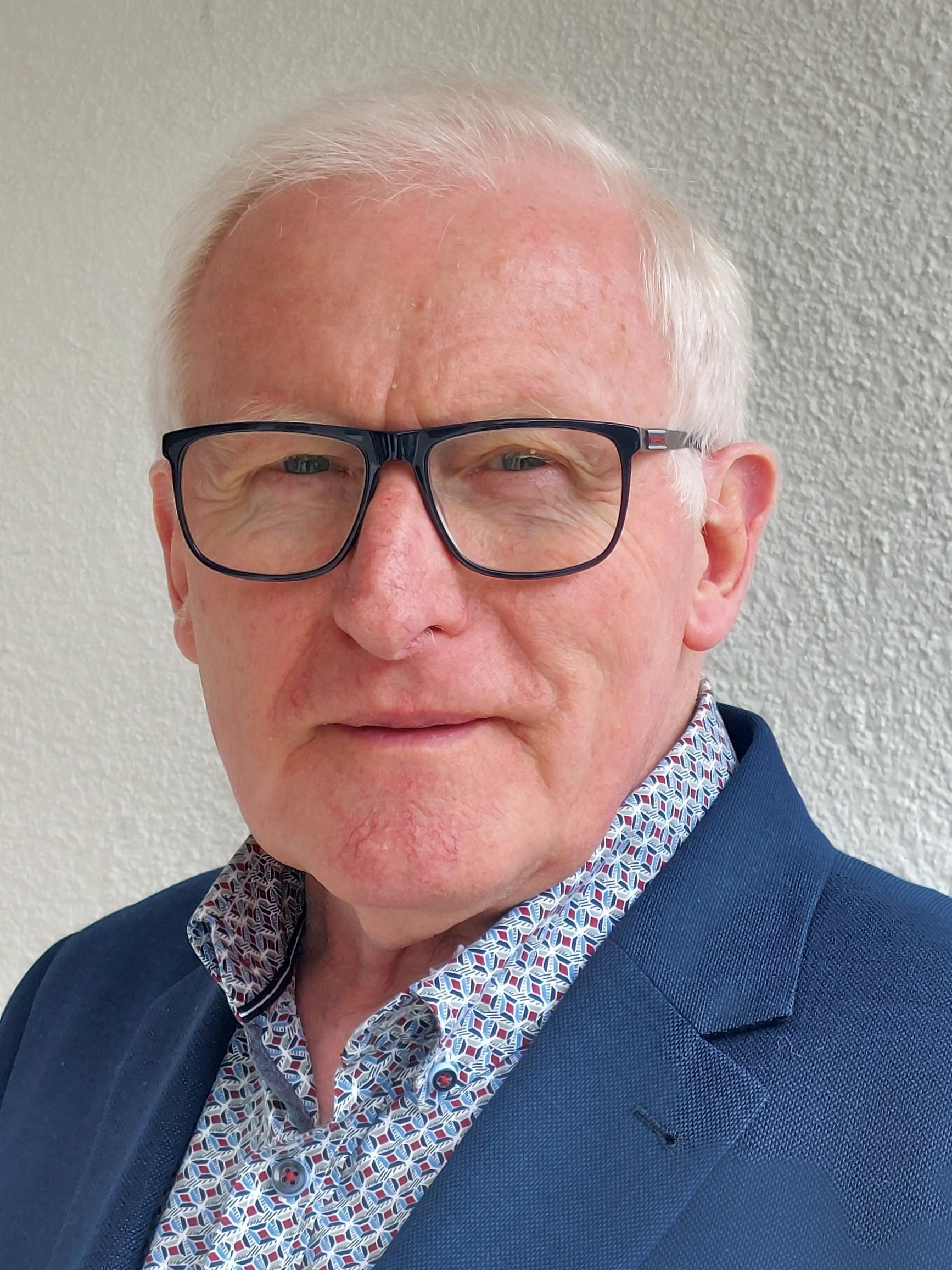
Franz Hauser (2023)

Franz Hauser (* 4. Oktober 1947 in Berg im Attergau) ist ein österreichischer Heimatforscher und ehemaliger Kommunalpolitiker.

## Leben
Franz Hauser besuchte die Höhere Technische Lehranstalt für Elektrotechnik in Linz, die er 1967 mit der Matura abschloss. Nach seinem Präsenzdienst beim Bundesheer in Salzburg  arbeitete er bis 2009 bei IBM Österreich als Computertechniker, Systemingenieur und Verkaufsteamleiter.
Franz Hauser ist verheiratet und hat mit seiner Frau Brigitte drei Kinder. Von seinen Eltern übernahm er 1972 die Gastwirtschaft, die er aber wegen seines Berufs in den 1990er Jahren schloss.

## Öffentliche Tätigkeiten
Seit 1979 war Franz Hauser für die ÖVP Mitglied im Gemeinderat der Gemeinde Berg im Attergau, ab 1991 Mitglied des Gemeindevorstandes und von 1993 bis 2009 Vizebürgermeister dieser Gemeinde. In seiner Funktion als Vizebürgermeister war er 2000 Gründungsmitglied und Vorstandsmitglied des Regionalentwicklungsvereins Attersee-Attergau (REGATTA) und von 2003 bis 2020 Obmannstellvertreter dieses Vereins.
Von 2003 bis 2016 war er im Vorstand der Raiffeisenbank Attergau tätig, zuletzt als Obmannstellvertreter. Seit 1994 ist Franz Hauser Mitglied des Heimatvereins Attergau (Betreiber der Museen Freilichtmuseum Aignerhaus, Pfarrmuseum und Haus der Kultur) und seit 2010 dessen Obmann. Im Jahr 2009 gründete er gemeinsam mit weiteren Proponenten den Verein AtterWiki und ist seit der Vereinsgründung Obmann.

## Aktivitäten
Franz Hauser war für den Heimatverein Attergau und den Verein AtterWiki federführend für eine Reihe von Projekten verantwortlich oder mitverantwortlich. Zu diesen zählen:
- Attergau-Zeitreise – Aufarbeitung der Geschichte des Attergaus
- Die Erforschung von keltischen Hügelgräbern
- Das Projekt AtterWiki – Wissensplattform für die Region Attersee-Attergau
- Die Prospektion und Erforschung römischer Gutshöfe in Weyregg am Attersee und Königswiesen bei St. Georgen im Attergau[2]
- Die Neugestaltung des Wanderweges und der Kreuzwegstationen auf den Kalvarienberg in St. Georgen im Attergau
- Die Außengestaltung bei der Filialkirche Berg
- Die Herausgabe der Bücher Reformation, Gegenreformation und kirchliche Erneuerung im Land ob der Enns und im Attergau und Die Römer im Attergau[3]
- Die Beschreibung der Historie von etwa 200 Gebäuden mit Haustafeln in sieben Gemeinden der Region Attersee-Attergau

## Verein AtterWiki
Franz Hauser fokussiert sich auf  die Erforschung, Dokumentation und Veröffentlichung der Geschichte der Region Attersee-Attergau. Als Obmann des 2009 gegründeten Vereins AtterWiki verantwortet er die gleichnamige Wissensplattform. Der Verein initiierte Subprojekte wie die Digitalisierung verschiedener Medien, die Ausbildung von Attersee- und Klimtexperten, Schulungen zu Kurrentschrift/Ahnenforschung/Hausforschung, die Erhebung von Flurnamen und Kleindenkmalen, die Erhebung von Naturdenkmalen und Naturgebieten und die Erstellung von Hauschroniken. 

## Ehrungen
- 2010: Das Silberne Verdienstzeichen der Republik Österreich[4][5]
- 2011: Medaille für Verdienste um den Denkmalschutz des Bundesministeriums für Unterricht, Kunst und Kultur (für den Heimatverein Attergau)[6][7]
- 2015: Kulturmedaille des Landes Oberösterreich[8]
- 2019: Ehrenbürger der Gemeinde Berg im Attergau[9]
- 2021: Konsulent für Volksbildung und Heimatpflege des Landes Oberösterreich[10]